# Epsilonema microtenum
Epsilonema microtenum är en rundmaskart som först beskrevs av Steiner 1931.  Epsilonema microtenum ingår i släktet Epsilonema och familjen Epsilonematidae. Inga underarter finns listade i Catalogue of Life.